# Aeroportul Souanké
Aeroportul Souanké (IATA: SOE, ICAO: FCOS) este un aeroport din Sangha, Republica Congo ce deservește zona Souanké⁠(d). A fost numit după zona deservită.
Situat la o altitudine de 549 m, aeroportul dispune de o singură pistă.